# Palais de la Paeria
Le palais de la Paeria est le siège de la Paeria, nom donné à la mairie de la ville de Lérida. Le bâtiment, classé bien d'intérêt culturel, se situe dans le centre historique de Lérida.

## Étymologie
La Paeria doit être compris dans le sens de la maison du paer en cap. Ce terme est utilisé pour désigner les maires de Lérida et de Cervera. Le terme Paer vient du latin patiarium, qui signifie l'homme de paix. Cette manière d'appeler les maires de Lérida est un privilège accordé en 1264 par le roi Jacques Ier d'Aragon.
Le terme Paeria désigne donc les municipalités de Lérida y Cervera.

## Histoire
Le palais date du XIIIe siècle, mais a subi de nombreuses transformations. À l'origine, il s'agissait de la résidence des Sanaüja, seigneurs des Borges Blanques qui l'ont cédé en 1383 hébergeant depuis le gouvernement municipal.

## Architecture

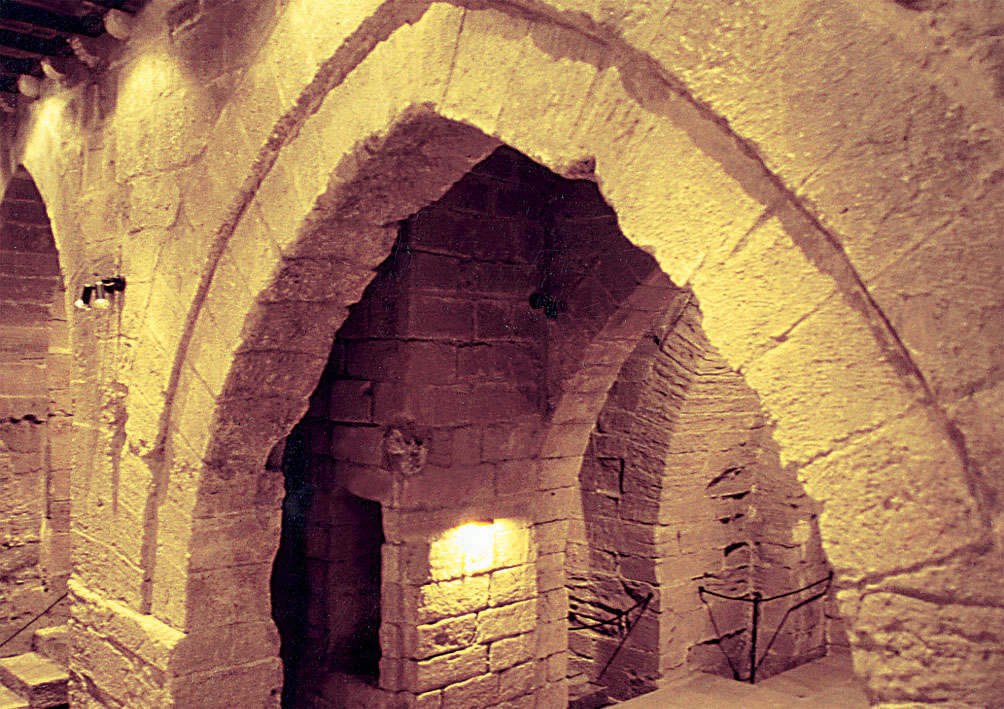
Une arcade gothique dans le sous-sol de la Paeria.

Le bâtiment suit le style Gótico catalán (es). Sa façade possède tous les éléments propres à ce style. Au rez, une porte surmonté d'une demi-arche rappelle le style roman car il manque la pointe typique du gothique. Au deuxième étage, il y a une série de fenêtres hautes et étroites, surmontées par des demi-cercles faisant revenir le style roman. Les fenêtres possèdent chacune deux minces colonnes.

Les fenêtres du premier étage sont très petites et très étroites, cela donne un aspect défensif au palais. Au-dessus de la porte, il y a trois boucliers portant les armoiries royales. Celui du milieu porte en plus des autres, une couronne royale.

## Source de la traduction
- (es) Cet article est partiellement ou en totalité issu de l’article de Wikipédia en espagnol intitulé « Palacio de la Paeria » (voir la liste des auteurs).